# Urban Zamernik
Urban Zamernik (ur. 8 marca 1991 w Ljubnie ob Savinji) – chorwacki skoczek narciarski pochodzenia słoweńskiego, zawodnik klubu SK Goranin. Obecnie jedyny reprezentant Chorwacji w skokach narciarskich. Jego ojciec, Anton Zamernik, jest głównym trenerem i serwismenem chorwackiej kadry, a także osobistym trenerem Urbana Zamernika.
Jest byłym rekordzistą skoczni Japlensky Vrh, na której 1 marca 2006 roku skoczył 66 metrów.
Wystąpił w 11 konkursach cyklu FIS Cup. Jego najlepszym wynikiem w tych zawodach było zajęcie 24. miejsca podczas konkursu rozegranego 17 lutego 2008 roku na skoczni Skalite w Szczyrku.
Czterokrotnie wziął także udział w zawodach o mistrzostwo świata juniorów w skokach narciarskich, najlepszy wynik osiągając 28 stycznia 2010 roku w Hinterzarten, gdzie zajął 59. pozycję.

## Przebieg kariery

### Początki kariery (do 2007 roku)
Zamernik pochodzi ze Słowenii i to tam rozpoczynał swoją karierę. Początkowo reprezentował barwy klubu SSK Ljubno BTC. Do 2006 roku brał udział w zawodach juniorskich jako Słoweniec.
Wielokrotnie startował w zawodach juniorskich, głównie krajowych. Latem 2004 roku w cyklu zawodów o Puchar Słowenii zajął 5. miejsce w kategorii dzieci do lat 13. 18 czerwca 2005 roku, wraz z grupą słoweńskich skoczków wziął udział w zawodach o Puchar Doskonałego Mleka w Zakopanem. Po skokach na odległość 55,5 i 61,5 metra zajął 8. pozycję w kategorii junior młodszy, będąc najlepszym zawodnikiem spoza Polski. W marcu 2005 brał udział w zawodach OPA w Oberwiesenthal. Indywidualnie zajął osiemnaste miejsce w konkursie dla skoczków z rocznika 1990 i młodszych. Drużynowo był piąty.
1 marca 2006 roku wziął udział w towarzyskich zawodach juniorów o Puchar Delnic, w których wystartowało 15 słoweńskich skoczków w wieku od 13 do 16 lat. Rywalizację skoczków z Ljubna ob Savinji i Brežic wygrał Jaka Tesovnik, a Urban Zamernik zajął drugie miejsce, jednocześnie ustanawiając rekord skoczni. Po zakończeniu zawodów ogłosił, że w niedalekiej przyszłości będzie reprezentować Chorwację. Należał wówczas do grupy najzdolniejszych skoczków w swoim kraju, będąc jednym z pięciu najlepszych Słoweńców w swojej kategorii wiekowej. Trzy dni później jeszcze jako Słoweniec wystartował w konkursie OPA w Planicy, gdzie był 21. indywidualnie i 11. drużynowo.

### Sezon 2007/2008
Pod koniec 2007 roku otrzymał on chorwackie obywatelstwo. Ze względów proceduralnych w zawodach międzynarodowych mógł wystartować najwcześniej w styczniu 2008 roku. Aby umożliwić mu odpowiednie wsparcie Chorwacki Związek Narciarski utworzył reprezentację Chorwacji w skokach narciarskich, której jedynym członkiem został Zamernik. Ponadto, wraz z jego ówczesnym trenerem Tomažem Murko i ojcem, w listopadzie tego roku wziął on także udział w dziesięciodniowym obozie przygotowawczym w Zakopanem.

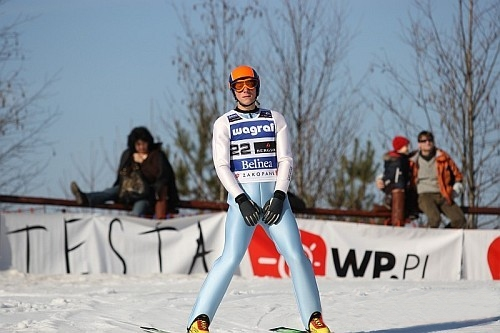
Urban Zamernik podczas treningu przed konkursem o indywidualne mistrzostwo świata juniorów w Zakopanem w 2008 roku

Na arenie międzynarodowej zadebiutował 17 lutego 2008 roku. Wystąpił wówczas w zawodach FIS Cup zorganizowanych w Szczyrku. Był to jednocześnie jego pierwszy start w zawodach jako reprezentanta Chorwacji. W pierwszej serii konkursowej skoczył na odległość 84 metrów i został sklasyfikowany na 33. miejscu, ex aequo z Białorusinem Wasilijem Tomiłowem. Wziął także udział w drugim konkursie rozegranym tego samego dnia w Szczyrku. Dzięki skokowi na odległość 84,5 metra zajął 24. miejsce i zdobył pierwsze punkty w karierze. Punkty zdobyte wówczas przez Zamernika pozwoliły mu na zajęcie 259. miejsca w klasyfikacji generalnej FIS Cupu w sezonie 2007/2008. Były to jego jedyne dwa starty w zawodach pucharowych w sezonie 2007/2008.
W lutym 2008 roku Zamernik został zgłoszony do zawodów o mistrzostwo świata juniorów rozgrywanych w Zakopanem. W rozgrywanych 26 lutego 2008 roku oficjalnych treningach przed tymi zawodami zajął 75. (64 metry) i 61. (68 metrów) miejsce. Dzień później wystartował w konkursie indywidualnym, jednak został zdyskwalifikowany.

### Sezon 2008/2009

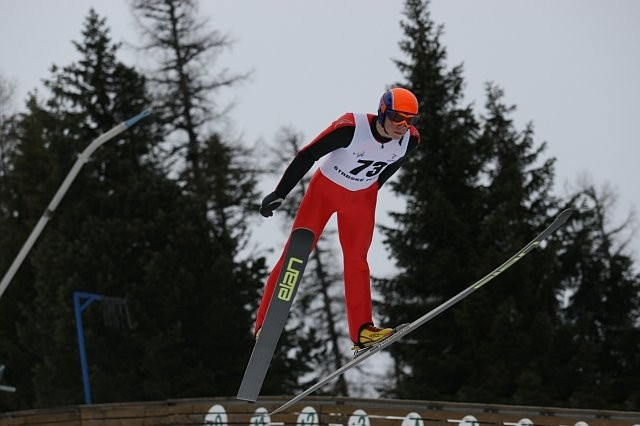
Urban Zamernik podczas konkursu o indywidualne mistrzostwo świata juniorów w Szczyrbskim Jeziorze w 2009 roku

W sezonie 2008/2009 Urban Zamernik nie został zgłoszony do żadnych zawodów pucharowych. Jedynymi zawodami międzynarodowymi organizowanymi przez Międzynarodową Federację Narciarską, w których wystartował były mistrzostwa świata juniorów w Szczyrbskim Jeziorze. W oficjalnych treningach rozegranych 3 lutego 2009 roku Zamernik zajął 85. (67 metrów) i 80. pozycję (72,5 metra). Dzień później w kolejnych dwóch seriach treningowych zajął 75. (74,5 metra) i 91. (65,5 metra) miejsce. 5 lutego 2009 roku Urban Zamernik po raz drugi w karierze wystartował w zawodach o mistrzostwo świata juniorów. Ze skokiem na 69 metrów i notą łączną 60,5 punktu został sklasyfikowany na 74. pozycji.
1 marca 2009 roku Międzynarodowy Komitet Olimpijski, na wniosek Chorwackiego Komitetu Olimpijskiego, przyznał 10 chorwackim sportowcom, w tym Urbanowi Zamernikowi, uprawiającym dyscypliny znajdujące się w programie Zimowych Igrzysk Olimpijskich 2010 roczne stypendium olimpijskie, trwające od tego dnia do końca lutego 2010 roku i wynoszące 1500 dolarów amerykańskich miesięcznie.

### Sezon 2009/2010

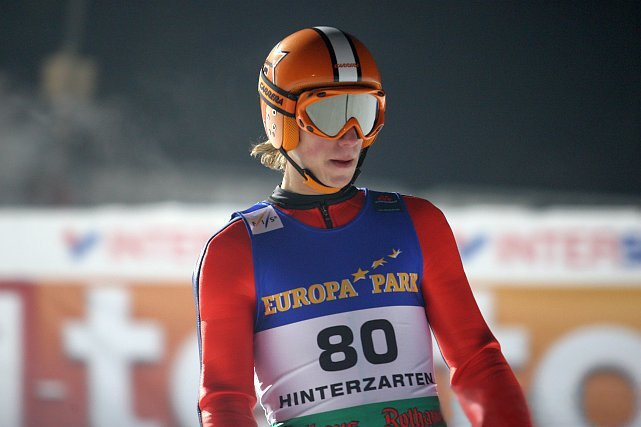
Urban Zamernik podczas treningu przed konkursem o indywidualne mistrzostwo świata juniorów w Hinterzarten w 2010 roku

W lipcu 2009 roku Urban Zamernik, po raz pierwszy w karierze, został zgłoszony do startu w letnich zawodach pucharowych organizowanych przez Międzynarodową Federację Narciarską, jednak ostatecznie nie wziął udziału w zawodach FIS Cupu rozegranych 10 lipca 2009 roku w Villach.
16 i 17 stycznia 2010 roku po raz drugi w karierze wystartował w zawodach cyklu FIS Cup organizowanych w Szczyrku. Był to jego pierwszy start w zawodach międzynarodowych od występu na mistrzostwach świata juniorów w Szczyrbskim Jeziorze. W pierwszym konkursie uzyskał odległość 89 metrów i, ex aequo z Czechem Hubertem Bláhą, zajął 39. miejsce. Dzień później skoczył 86,5 metra i był 44.
Pod koniec stycznia 2010 Zamernik, po raz trzeci w karierze, został zgłoszony do startu w konkursie indywidualnym o mistrzostwo świata juniorów. W oficjalnych treningach przed zawodami, które odbyły się 27 stycznia 2010 roku, zajął 71. (77,5 metra) i 62. (85,5 metra) miejsce. W konkursie, rozegranym dzień później w Hinterzarten, po skoku na odległość 82 metrów, został sklasyfikowany na 59. pozycji.

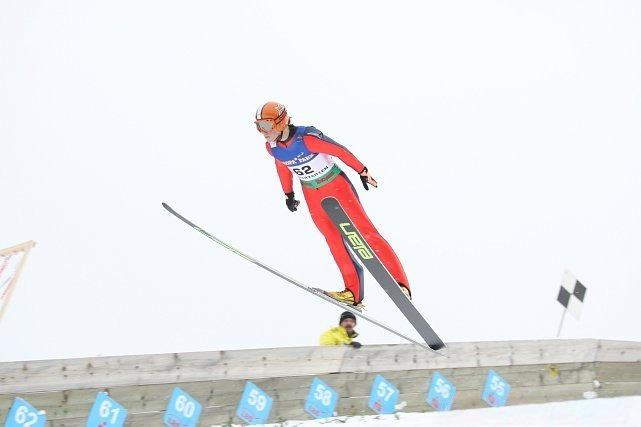
Urban Zamernik podczas konkursu o indywidualne mistrzostwo świata juniorów w Hinterzarten w 2010 roku

W odróżnieniu od lat poprzednich start na mistrzostwach świata juniorów nie był jego ostatnim startem w sezonie. 13 lutego, po skoku na odległość 77,5 metra, zajął 43. miejsce podczas zawodów FIS Cup w Villach. Osiem dni później wystartował w kolejnych konkursach tego cyklu rozegranych w Kranju. Podczas pierwszego z dwóch konkursów, które odbyły się 21 lutego, skoczył 88 metrów i, ex aequo z Niemcem Jensem Kratzelem, zajął 44. miejsce. Podczas drugiego konkursu uzyskał 83,5 metra, dzięki czemu był 48. Był to jego ostatni start w sezonie 2009/2010.
Po zakończeniu sezonu, w lipcu 2010 roku, został wybrany najlepszym skoczkiem w żupanii primorsko-gorskiej.

### Sezon 2010/2011
9 września 2010 roku firma OMV została sponsorem reprezentacji Chorwacji w skokach narciarskich, a zarazem także sponsorem Urbana Zamernika.
W sezonie 2010/2011 Urban Zamernik zadebiutował w letnich zawodach pucharowych organizowanych przez Międzynarodową Federację Narciarską. 17 lipca 2010 roku, podczas konkursu rozgrywanego w Villach, dzięki skokom na odległość 84,5 i 82 metrów zajął 25. pozycję i po raz drugi w karierze zdobył punkty w zawodach FIS Cupu w skokach narciarskich. Dzień później skoczył 79 metrów i, wspólnie ze Słoweńcem Jaką Debelakiem, zajął 31. miejsce. Był to jego ostatni start w zawodach letnich w sezonie 2010/2011. Został także wstępnie zgłoszony do konkursów kończących sezon 2010 Letniego Pucharu Kontynentalnego w Wiśle, jednak ostatecznie nie wystartował w tych zawodach.
Pod koniec stycznia 2011 roku, po raz czwarty i ostatni w karierze, Urban Zamernik został zgłoszony do startu w konkursie indywidualnym o mistrzostwo świata juniorów. Podczas oficjalnych treningów przeprowadzonych 27 stycznia Zamernik zajął 60. (76 metrów) i 69. pozycję (73,5 metra). Podczas serii próbnej przed konkursem był 46. (79 metrów). W konkursie, rozegranym 28 stycznia 2011 roku w Otepää, oddał skok na odległość 71 metrów i został sklasyfikowany na 61. pozycji.
Podobnie jak rok wcześniej nie był to jego ostatni start w sezonie. Podczas konkursu FIS Cup w Villach przeprowadzonego 19 lutego 2011 roku Zamernik oddał skok na odległość 65 metrów i, ex aequo z Rumunem Iulianem Piteą, zajął 60. pozycję. Dzień później skoczył 6,5 metra dalej, dzięki czemu zajął 58. miejsce. Był to jego ostatni start w sezonie 2010/2011. Punkty, które Urban Zamernik zdobył podczas pierwszego konkursu FIS Cup w sezonie pozwoliły zająć mu 236. miejsce w klasyfikacji generalnej.
Po zakończeniu sezonu, podobnie jak rok wcześniej, został wybrany najlepszym skoczkiem w żupanii primorsko-gorskiej.

## Mistrzostwa świata juniorów
| Miejsce | Dzień       | Rok  | Miejscowość         | Skocznia         | Punkt K | HS     | Konkurs  | Skok 1 | Skok 2 | Nota     | Strata    | Zwycięzca          |
| ------- | ----------- | ---- | ------------------- | ---------------- | ------- | ------ | -------- | ------ | ------ | -------- | --------- | ------------------ |
| –       | 27 lutego   | 2008 | Zakopane            | Średnia Krokiew  | K-85    | HS-94  | indywid. | –      | –      | DSQ      | 251,5 pkt | Andreas Wank       |
| 74.     | 5 lutego    | 2009 | Szczyrbskie Jezioro | MS 1970 B        | K-90    | HS-100 | indywid. | 69,0 m | –      | 60,5 pkt | 192,5 pkt | Lukas Müller       |
| 59.     | 28 stycznia | 2010 | Hinterzarten        | Adlerschanze K95 | K-95    | HS-106 | indywid. | 82,0 m | –      | 81,5 pkt | 201,0 pkt | Michael Hayböck    |
| 61.     | 28 stycznia | 2011 | Otepää              | Tehvandi         | K-90    | HS-100 | indywid. | 71,0 m | –      | 69,5 pkt | 185,5 pkt | Władimir Zografski |

## FIS Cup

### Miejsca w klasyfikacji generalnej
| Sezon     | Miejsce |
| --------- | ------- |
| 2007/2008 | 259.    |
| 2010/2011 | 236.    |

### Miejsca w poszczególnych konkursachFIS Cup
| Sezon 2007/2008                                          |               |                     |                     |                |                     |                     |            |            |            |            |           |                     |                     |           |          |         |         |         |         |            |            |          |         |            |            |        |        |        |        |        |        |        |        |        |        |        |        |        |        |        |        |        |        |        |
| Bischofshofen                                            | Bischofshofen | Oberwiesenthal      | Oberwiesenthal      | Falun          | Falun               | Einsiedeln          | Einsiedeln | Notodden   | Notodden   | Harrachov  | Harrachov | Lauscha             | Lauscha             | Eisenerz  | Eisenerz | Kuopio  | Kuopio  | Szczyrk | Szczyrk | Oberstdorf | Whistler   | Whistler | Sapporo | Zaō        | Zaō        | punkty |        |        |        |        |        |        |        |        |        |        |        |        |        |        |        |        |        |        |
| -                                                        | -             | -                   | -                   | -              | -                   | -                   | -          | -          | -          | -          | -         | -                   | -                   | -         | -        | -       | -       | 33      | 24      | -          | -          | -        | -       | -          | -          | 7      |        |        |        |        |        |        |        |        |        |        |        |        |        |        |        |        |        |        |
| Sezon 2009/2010                                          |               |                     |                     |                |                     |                     |            |            |            |            |           |                     |                     |           |          |         |         |         |         |            |            |          |         |            |            |        |        |        |        |        |        |        |        |        |        |        |        |        |        |        |        |        |        |        |
| Villach                                                  | Predazzo      | Predazzo            | Oberwiesenthal      | Oberwiesenthal | Szczyrbskie Jezioro | Szczyrbskie Jezioro | Falun      | Falun      | Einsiedeln | Einsiedeln | Notodden  | Notodden            | Harrachov           | Harrachov | Szczyrk  | Szczyrk | Lauscha | Lauscha | Villach | Kranj      | Kranj      | Zaō      | Zaō     | Courchevel | Courchevel | punkty | punkty | punkty | punkty | punkty | punkty | punkty | punkty | punkty | punkty | punkty | punkty | punkty | punkty | punkty | punkty | punkty | punkty | punkty |
| -                                                        | -             | -                   | -                   | -              | -                   | -                   | -          | -          | -          | -          | -         | -                   | -                   | -         | 39       | 44      | -       | -       | 43      | 44         | 48         | -        | -       | -          | -          | 0      | 0      | 0      | 0      | 0      | 0      | 0      | 0      | 0      | 0      | 0      | 0      | 0      | 0      | 0      | 0      | 0      | 0      | 0      |
| Sezon 2010/2011                                          |               |                     |                     |                |                     |                     |            |            |            |            |           |                     |                     |           |          |         |         |         |         |            |            |          |         |            |            |        |        |        |        |        |        |        |        |        |        |        |        |        |        |        |        |        |        |        |
| Villach                                                  | Villach       | Szczyrbskie Jezioro | Szczyrbskie Jezioro | Örnsköldsvik   | Örnsköldsvik        | Falun               | Falun      | Einsiedeln | Einsiedeln | Notodden   | Notodden  | Szczyrbskie Jezioro | Szczyrbskie Jezioro | Szczyrk   | Szczyrk  | Kranj   | Kranj   | Ramsau  | Ramsau  | Ruhpolding | Ruhpolding | Zaō      | Zaō     | punkty     | punkty     | punkty | punkty | punkty | punkty | punkty | punkty | punkty | punkty | punkty | punkty | punkty | punkty | punkty | punkty | punkty | punkty | punkty |        |        |
| 25                                                       | 31            | -                   | -                   | -              | -                   | -                   | -          | -          | -          | -          | -         | -                   | -                   | -         | -        | -       | -       | 60      | 58      | -          | -          | -        | -       | 6          | 6          | 6      | 6      | 6      | 6      | 6      | 6      | 6      | 6      | 6      | 6      | 6      | 6      | 6      | 6      | 6      | 6      | 6      |        |        |
| Legenda                                                  |               |                     |                     |                |                     |                     |            |            |            |            |           |                     |                     |           |          |         |         |         |         |            |            |          |         |            |            |        |        |        |        |        |        |        |        |        |        |        |        |        |        |        |        |        |        |        |
| 1 2 3 4-10 11-30 poniżej 30 - – zawodnik nie wystartował |               |                     |                     |                |                     |                     |            |            |            |            |           |                     |                     |           |          |         |         |         |         |            |            |          |         |            |            |        |        |        |        |        |        |        |        |        |        |        |        |        |        |        |        |        |        |        |

## Życie prywatne
Urban Zamernik posiada obywatelstwo słoweńskie i chorwackie. Jest kawalarem, nie ma dzieci. Zna język chorwacki i słoweński. Mieszka w Delnicach, jest zawodnikiem tamtejszego klubu o nazwie SK Goranin.